# Wahlen in Uruguay 1994
Die Präsidentschafts- und Parlamentswahlen in Uruguay 1994 fanden am 27. November statt.
Aus den gleichzeitig stattfindenden Regierungs- und Parlamentswahlen ging die Partido Colorado mit einem knappen Vorsprung vor Partido Nacional und Frente Amplio als Sieger hervor. Bei den Wahlen, deren Wahlsystem nach der relativen Mehrheit im sogenannten Lema-System ausgerichtet war, wurde sowohl der Präsident und Vizepräsident als auch die 99 Abgeordneten und 30 Senatoren im Rahmen einer Verhältniswahl für eine Amtszeit von fünf Jahren gewählt.

## Ergebnis

Stimmenstärkste nach Departamentos

- EP-FA: 31
- NE: 5
- PC: 32
- PN: 31

- EP-FA: 9
- NE: 1
- PC: 10
- PN: 10

| Parteien                | Parteien                              | Kandidaten                     | Stimmen   | %    | Mandate | Mandate |
| Parteien                | Parteien                              | Kandidaten                     | Stimmen   | %    | Kammer  | Senat   |
| ----------------------- | ------------------------------------- | ------------------------------ | --------- | ---- | ------- | ------- |
|                         | Partido Colorado                      | Julio María Sanguinettigewählt | 500.767   | 24,7 | 32      | 11      |
| Jorge Batlle            | Partido Colorado                      | 102.551                        | 5,1       |      | 32      | 11      |
| Jorge Pacheco Areco     | Partido Colorado                      | 51.936                         | 2,6       |      | 32      | 11      |
| al lema                 | Partido Colorado                      | 947                            | 0,0       |      | 32      | 11      |
| ↳ Gesamt                | Partido Colorado                      | 656.201                        | 32,3      |      | 32      | 11      |
|                         | Partido Nacional                      | Alberto Volonté                | 301.698   | 14,9 | 31      | 10      |
| Juan Andrés Ramírez     | Partido Nacional                      | 264.258                        | 13,0      |      | 31      | 10      |
| Carlos Julio Pereyra    | Partido Nacional                      | 65.666                         | 3,2       |      | 31      | 10      |
| al lema                 | Partido Nacional                      | 1.762                          | 0,1       |      | 31      | 10      |
| ↳ Gesamt                | Partido Nacional                      | 633.384                        | 31,2      |      | 31      | 10      |
|                         | Encuentro Progresista – Frente Amplio | Tabaré Vázquez                 | 621.226   | 30,6 | 31      | 9       |
|                         | Nuevo Espacio                         | Rafael Michelini               | 104.773   | 5,2  | 5       | 1       |
|                         | Partido Verde Eto-Ecologista          | Rodolfo Tálice                 | 5.498     | 0,3  | –       | –       |
|                         | Partido del Sol                       | Mabel Portillo                 | 2.258     | 0,1  | –       | –       |
|                         | Unión Cívica                          | Luis Pieri                     | 2.063     | 0,1  | –       | –       |
|                         | Partido Azul                          | Roberto Canessa                | 1.645     | 0,1  | –       | –       |
|                         | Partido Seguridad Social              | Elías Yaffalian                | 828       | 0,0  | –       | –       |
|                         | Partido de los Trabajadores           | Juan Vital Andrada             | 378       | 0,0  | –       | –       |
|                         | Partido Alianza Oriental              | Federico Silva Ledesma         | 333       | 0,0  | –       | –       |
|                         | Partido Movimiento Justiciero         | Bolívar Espínola               | 161       | 0,0  | –       | –       |
|                         | Partido Democrata Laboral             | Pompeyo Giansanti              | 120       | 0,0  | –       | –       |
|                         | Partido Republicano                   | Ademar Álvarez Franco          | 117       | 0,0  | –       | –       |
|                         | Partido Movimiento Progresista        | Elías Perdomo                  | 69        | 0,0  | –       | –       |
| Gesamt                  | Gesamt                                | Gesamt                         | 2.029.281 | 100  | 99      | 31      |
|                         |                                       |                                |           |      |         |         |
| Ungültige Stimmen       | Ungültige Stimmen                     | Ungültige Stimmen              | 99.964    | 4,7  |         |         |
| Wähler                  | Wähler                                | Wähler                         | 2.129.245 | 91,4 |         |         |
| Wahlberechtigte         | Wahlberechtigte                       | Wahlberechtigte                | 2.330.154 |      |         |         |
|                         |                                       |                                |           |      |         |         |
| Quelle: Corte Electoral |                                       |                                |           |      |         |         |